# Жирарден, Анник
Анни́к Жирарде́н (фр. Annick Girardin; род. 3 августа 1964, Сен-Мало) — французский политический и государственный деятель, министр моря (2020—2022).
Министр государственной службы (2016—2017 годы), министр заморских территорий (2017—2020 годы).

## Биография
Родилась 3 августа 1964 года в Сен-Мало. В 1983 году начала работать в органах власти заморского сообщества Сен-Пьер и Микелон. В 1999 году вступила в Радикальную левую партию, в 2000 году стала депутатом территориального совета Сен-Пьера и Микелона.

### Политическая карьера
В 2007 году избрана в Национальное собрание Франции от Сен-Пьера и Микелона.
В 2014 году вошла в правительство Франции, получив должность государственного секретаря по вопросам развития франкофонии.
В 2014 году Катрин Пен заняла депутатское место Жирарден после выборов 10 мая, но по состоянию здоровья Пен подала в отставку, и 4 июня 2014 года Жирарден выставила свою кандидатуру для участия в перевыборах, назначенных на 29 июня. Победив в первом туре, Жирарден решила остаться в правительстве и через месяц сдала мандат.
9 апреля 2014 года назначена государственным секретарём по вопросам развития и франкофонии в первом правительстве Мануэля Вальса, став первым в истории представителем Сен-Пьер и Микелона, вошедшим в состав французского правительства.

### Министр государственной службы
11 февраля 2016 года Жирарден получила портфель министра государственной службы во втором правительстве Мануэля Вальса.
6 декабря 2016 года сохранила свою должность в сформированном правительстве Бернара Казнёва.

### Министр заморских территорий
17 мая 2017 года получила портфель министра заморских территорий в правительстве Эдуара Филиппа.
10 июня 2017 года в первом туре парламентских выборов получила в заморском департаменте Сен-Пьер и Микелон (отличие даты проведения выборов от даты общенационального голосования обусловлено географическим положением) 41,6 % голосов — всего на 136 голосов больше, чем её основной соперник Стефан Ленорман (Stéphane Lenormand). 17 июня во втором туре победила, получив поддержку 51,87 % избирателей.
21 июня 2017 года сохранила прежнюю должность при формировании второго правительства Филиппа.
28 ноября 2018 года прибыла в Реюньон после более десяти дней протестов, организованных движением «жёлтых жилетов» против повышения налогов на автомобильное топливо. Выйдя из самолёта, она немедленно встретилась с представителями манифестантов и заявила, что находится на их стороне, а по дороге из аэропорта выразила мнение, что «Реюньон — территория с вопиющим неравенством. У вас есть право на бо́льшую справедливость, и следует добиваться её общими усилиями».

### Министр моря
6 июля 2020 года получила портфель министра моря при формировании правительства Кастекса. Первым французским министром моря стал в 1981 году Луи Ле Пенсек, но в 1991 году этот министерский портфель был упразднён, и формулирование политики использования и охраны морских ресурсов перешли госсекретарям и министрам-делегатам, а с 2017 года эта сфера была выведена из-под непосредственного правительственного управления.
30 апреля 2021 года власти острова Джерси в проливе Ла-Манш ограничили доступ французских рыбаков в свою экономическую зону ввиду выхода Великобритании из Евросоюза, что повлекло за собой острый конфликт, и в начале мая Жирарден объявила о готовности Франции прервать энергообеспечение острова. 11 мая она сообщила, что администрация Джерси перенесла ввод новых правил на более поздний срок.
20 мая 2022 года было сформировано правительство Элизабет Борн, в котором Жирарден не получила никакого назначения.